# Draconyx
Draconyx là một chi khủng long, được Mateus & Telles Antunes mô tả khoa học năm 2001.